# YOU는 뭐하러 일본에?
《YOU는 뭐하러 일본에?》(일본어: YOUは何しに日本へ?, 영어: Why Did You Come to Japan?)는 일본의 TV 도쿄 프로그램이다. 바나나맨이라는 코미디 듀오 시타라 오사무와 히무라 유키가 출연하는 일본의 텔레비전 프로그램이다. 월요일 저녁마다 방영되는 TV 도쿄의 정규 프로그램이다. 이 방송은 2012년 6월과 10월 두 개의 파일럿 쇼 형태로 첫 방영된 이후 2013년 1월 매주 수요일 밤 늦게 정규 방송으로 편성되었다. 인기가 상승되면서 2013년 4월 매주 월요일 황금시간대 저녁으로 이동되었다. 이 방송에서 인터뷰 팀은 일본의 여러 공항을 배회하며(주 무대는 나리타국제공항) 일본인이 아닌 도착자들에게 "왜 일본에 왔습니까"라고 묻는다. 그 뒤 일본을 여행하는, 인터뷰를 받는 사람들을 따라다닌다. 또, "무슨 기념품을 구매하셨습니까"와 같은 질문이 이어진다.